# École d'Utrecht

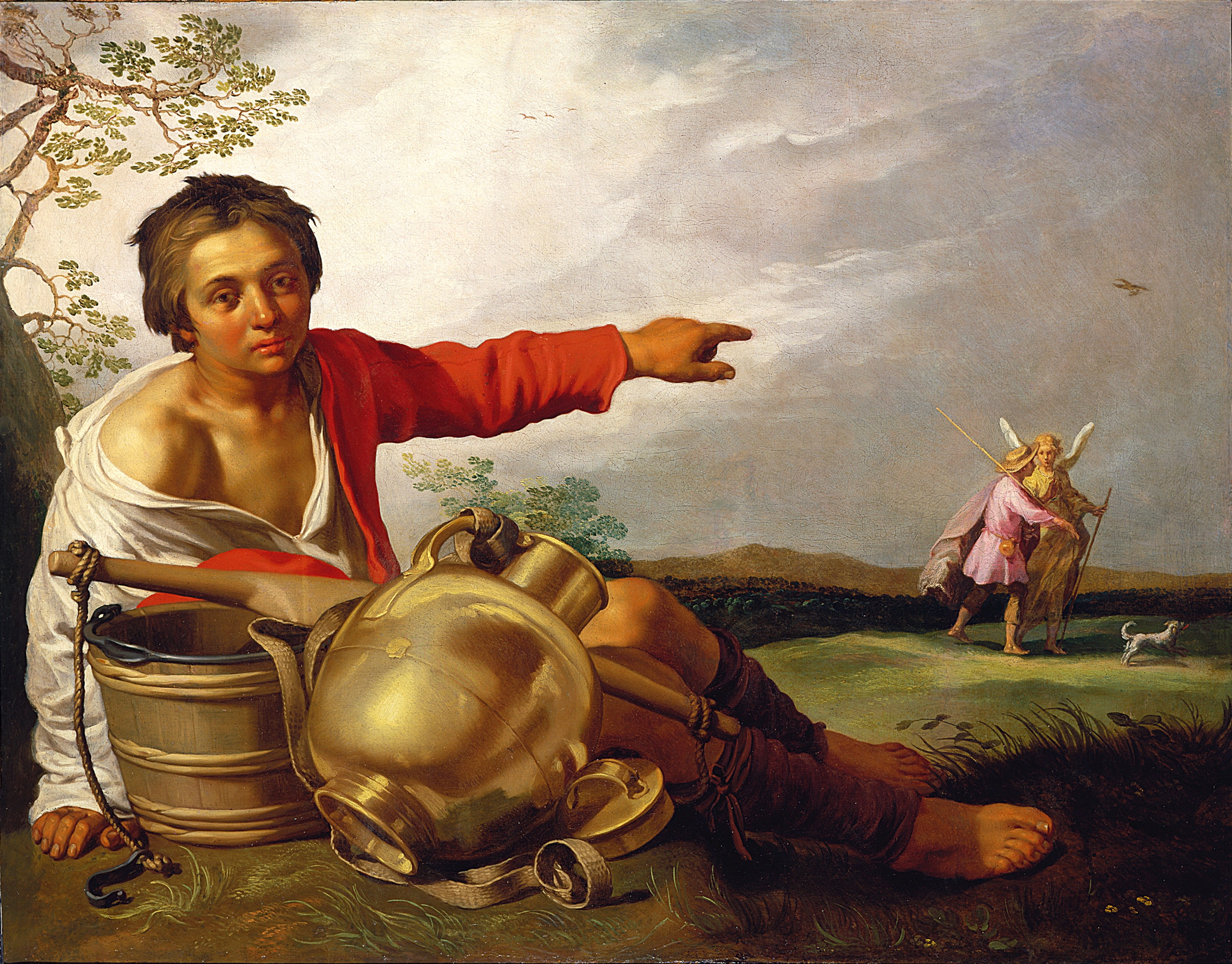
Abraham Bloemaert, Jeune Berger montrant Tobie et l'Ange, v. 1625-1630 (Minneapolis Institute of Art). – Bloemaert, du fait qu'il traversa différents styles et forma de nombreux élèves, est considéré comme le père de l'« École » picturale d'Utrecht.

L'école d'Utrecht  ou la peinture à Utrecht est une tradition picturale reflétant, dans une certaine mesure, un caractère qui lui est propre durant la période allant de 1580 à 1630, s’écartant de celui de la plupart des villes hollandaises, et marqué en particulier par un artiste – Abraham Bloemaert –, et un courant – l'école caravagesque. « Centre de l’art pictural » depuis des siècles, Utrecht a joué aux XVe et XVIe siècles, un rôle de premier plan en ce domaine dans les Pays-Bas septentrionaux.

## Moyen Âge
Au Moyen Âge, Utrecht était la ville la plus importante et le centre religieux des Pays-Bas du Nord et, de ce fait, elle en constituait également le principal pôle culturel. Il a dû alors exister une tradition vivante en matière de peinture, mais la plupart des œuvres de cette époque ont été perdues et la ville ne semble pas avoir alors connu de grands peintres.

## Renaissance

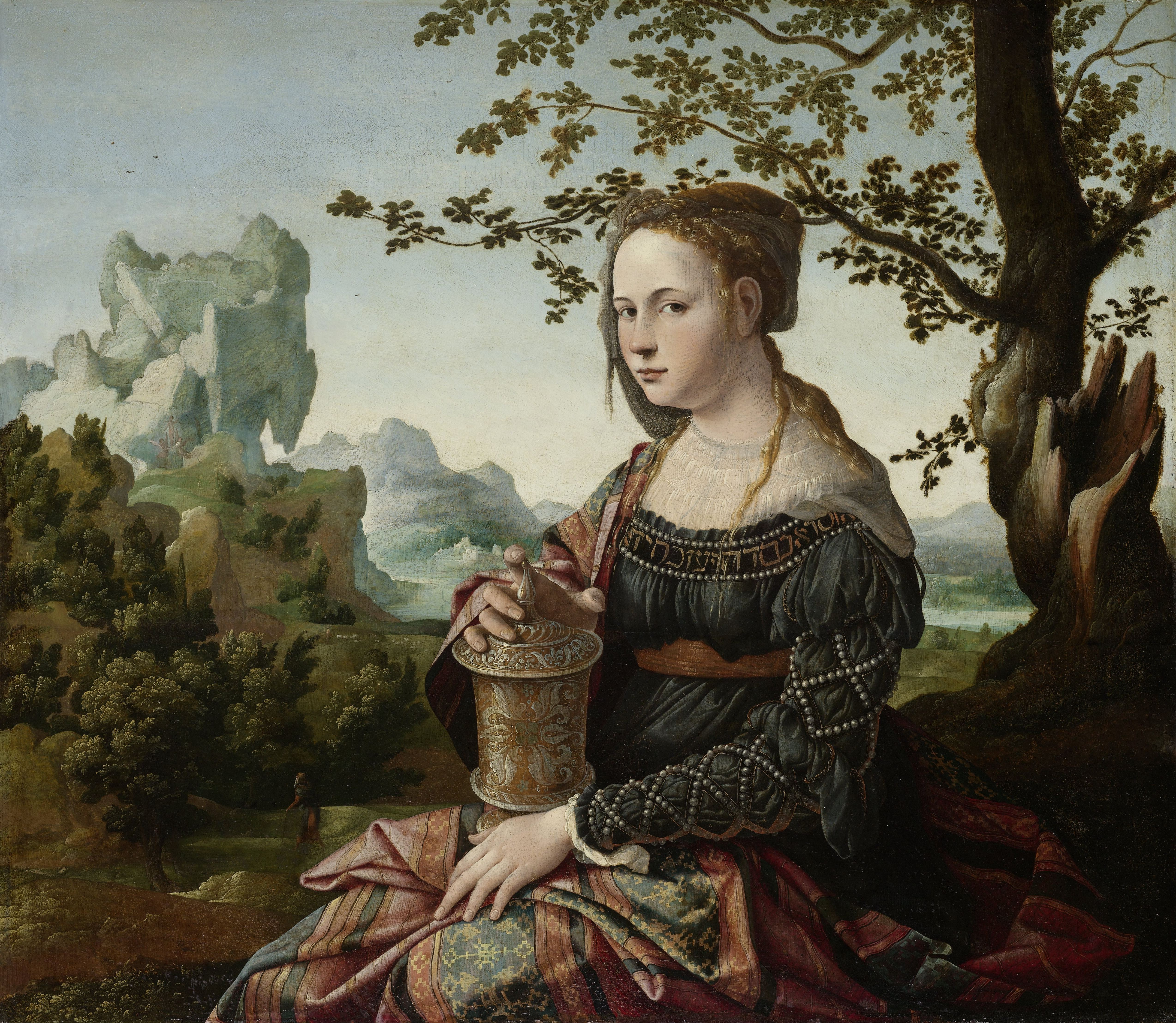
Jan van Scorel, Marie Madeleine. – Influence italienne de Raphaël.

Dans la première moitié du XVIe siècle, quelques artistes émergèrent, qui avaient l’esprit ouvert sur ce qui se passait au-delà des frontières. Cela commença avec un séjour prolongé de Jan Gossaert (v. 1478-1532) dans la Domstad (surnom d’Utrecht) : Gossaert, dit Mabuse, représente une figure-clé dans l’histoire de l’art aux Pays-Bas et peut être considéré comme celui qui introduisit la Renaissance dans le Nord.
Jan van Scorel (1495-1562), peut-être un des élèves de Gossaert, fut l’un des premiers peintres néerlandais à entreprendre un voyage en Italie pour y prendre contact avec la Renaissance. Il fut surtout influencé par Raphaël, quoique les paysages où il situa ses personnages conservaient un caractère nordique. Son propre élève, Anthonis Mor (1517/20-1576/77), brilla surtout comme portraitiste et accomplit une brillante carrière dans différentes cours d’Europe.
Quelque temps plus tard, les œuvres pré-maniéristes d'Anthonie Van Blocklandt (1533/34-1583) et de Joos De Beer (mort en 1591), qui avaient étudié leur art à Anvers auprès de Frans Floris, allaient constituer le modèle pour la génération suivante d’artistes utrechtois.

## Siècle d'or (1584-1702)
Le début du siècle d'or fut marqué à Utrecht par trois principaux courants influencés par le sud de l'Europe : le maniérisme, importé principalement d'Italie et de France, le caravagisme, inspiré par l'œuvre du Caravage, le maître italien du clair-obscur, et le classicisme apparu vers 1630, et aux origines françaises. L'influence de l'Italie fut également particulièrement prononcée dans un genre particulier, le paysage.

### Maniérisme

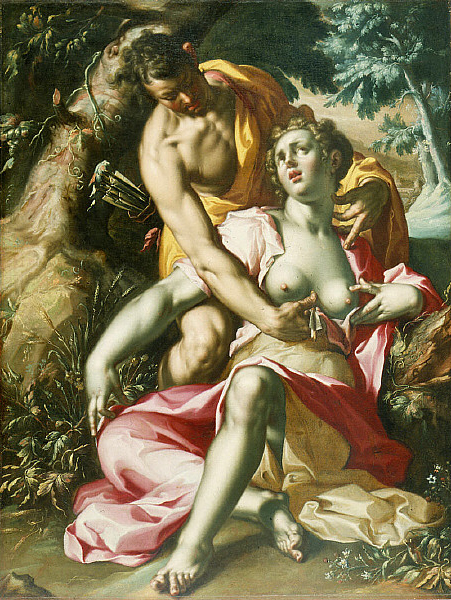
Joachim Wtewael, Céphale et Procris (La Mort de Procris), v.1595-1600 (Saint Louis Art Museum).

Vers la fin du XVIe siècle, deux jeunes peintres se distinguèrent : Abraham Bloemaert (1566-1651) et Joachim Wtewael (1566-1638). Tous deux avaient fait leur apprentissage auprès de Joos De Beer et travaillèrent dans un style maniériste, venu des cours d’Italie et de Prague (via Bartholomeus Spranger) et de l'École de Fontainebleau.

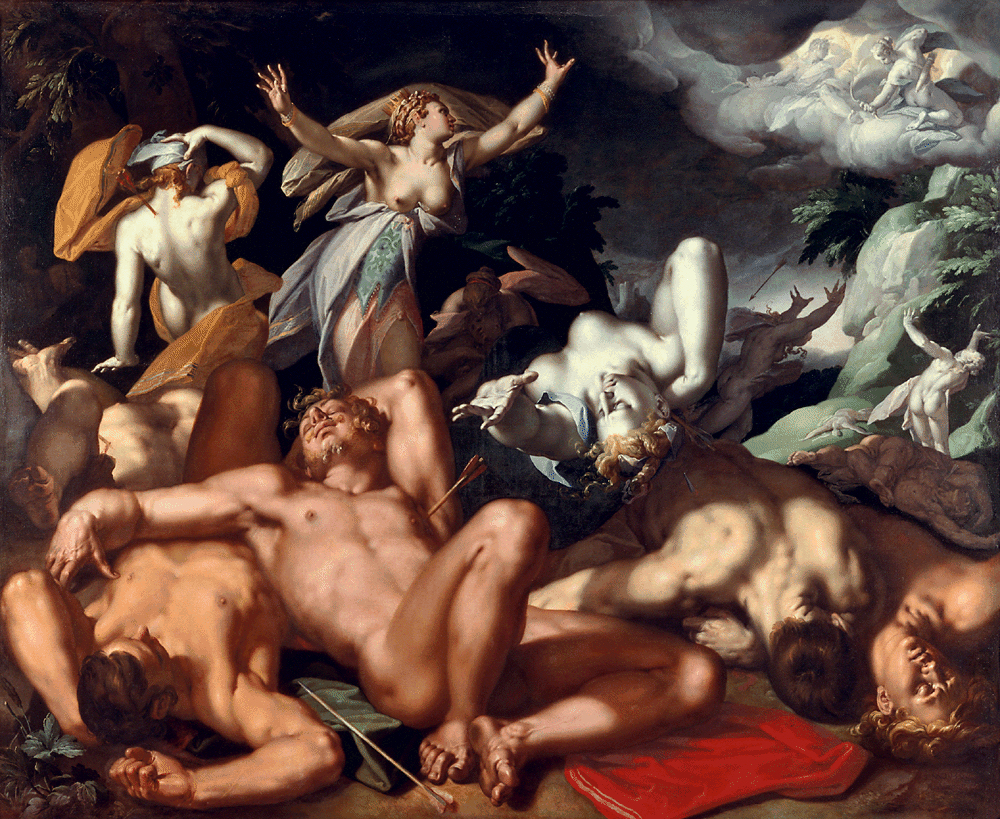
Abraham Bloemaert, Niobé pleurant ses enfants, 1591 (Statens Museum for Kunst, Copenhague). – Les nus sont caractéristiques, parfois représentés dans des attitudes singulièrement contorsionnées.

Un troisième peintre appartenant à la même génération, Paulus Moreelse (1571-1638), exécuta principalement des portraits et ses œuvres, par leur nature, portent moins la marque du courant.
Il est toutefois frappant de constater que ces trois peintres furent des personnages très estimés dans l’Utrecht d’alors. Les gomaristes Wtewael et Moreelse purent même, après que leurs coreligionnaires eurent pris le pouvoir dans la ville en 1618, occuper des fonctions en vue dans la vie publique. Bloemaert était catholique, et c'est surtout en tant que maître d’innombrables élèves qu'il brilla.
À partir du moment où les Néerlandais du Nord étaient devenus protestants, ils se mirent non seulement à représenter des scènes tirées de la Bible, mais aussi à puiser des sujets dans la mythologie classique et la littérature. Les nus sont alors caractéristiques de leurs peintures, exécutés avec virtuosité, parfois représentés dans des attitudes singulièrement contorsionnées. Il existe une évidente parenté avec les peintres actifs à Haarlem à la même période, notamment Cornelis Van Haarlem (1562-1638).
Grâce à leur influence croissante, les peintres et sculpteurs utrechtois, qui jusque-là faisaient partie de la guilde des selliers, purent s’en affranchir, et fonder en 1611 une nouvelle guilde de Saint-Luc. Un an plus tard, Bloemaert et Moreelse créèrent une académie de dessin – la « Tekenacademie » –, qui consistait sans doute en une petite association d’étude, offrant aux artistes l’opportunité de dessiner des nus d’après modèles et d’échanger des vues sur l’art.

### Caravagisme

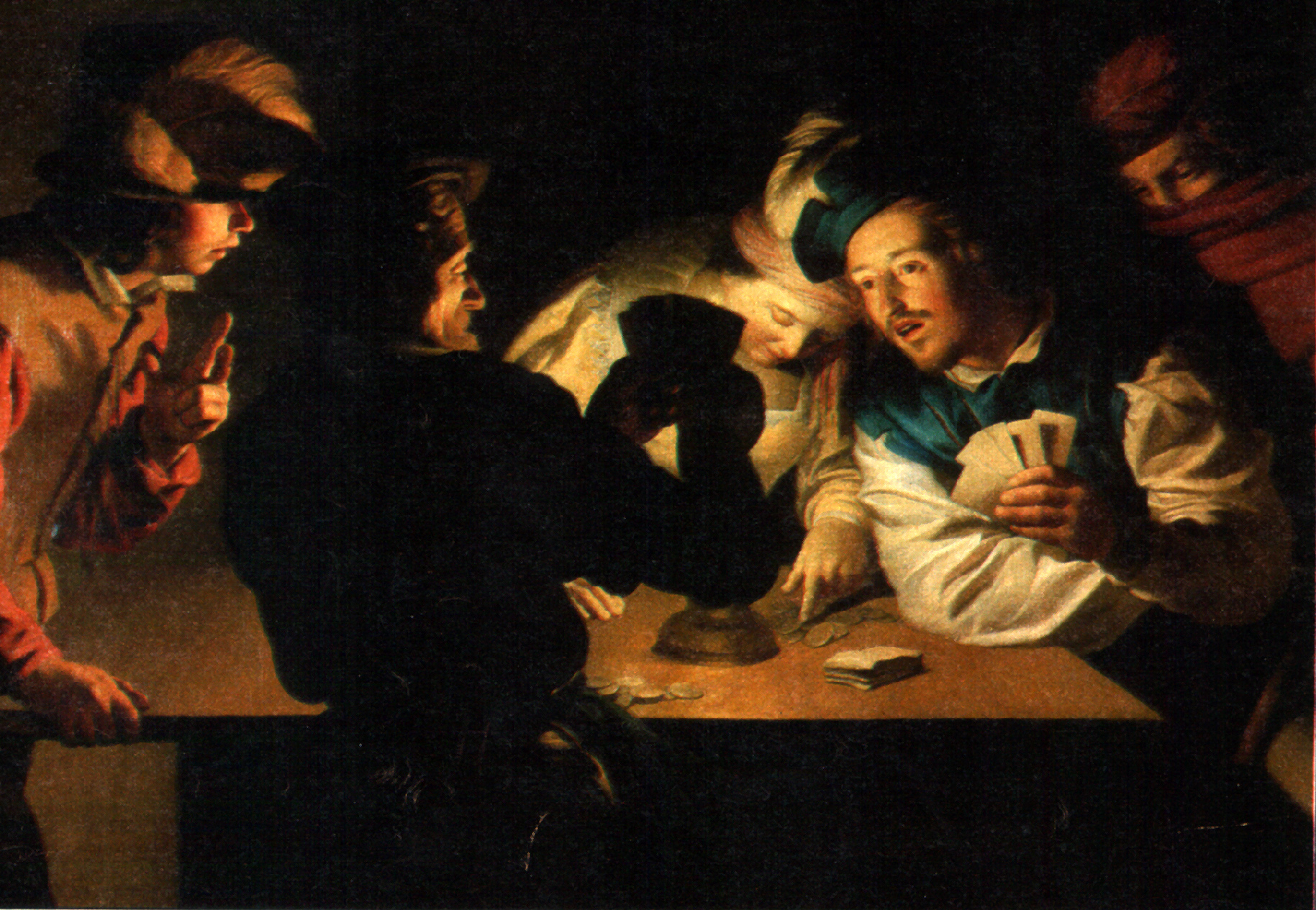
Gerrit Van Honthorst, Les Tricheurs (Wiesbaden). – Un clair-obscur emprunté au Caravage.

Jusqu’à 1610 environ, le développement d’Utrecht avait suivi un chemin quasiment parallèle à celui de l’autre importante ville d’art des Pays-Bas septentrionaux qu’était Haarlem. À partir de cette année-là, cependant, un curieux phénomène se produisit : tandis que Haarlem entamait une évolution qui allait conduire aux peintures typiquement hollandaises du siècle d’or, Utrecht fit en grande partie l’impasse sur ce mouvement.
Le rôle artistique de la ville ne fut pas pour autant insignifiant. Depuis longtemps, de forts liens l’unissaient à Rome, et c’est la voie montrée par l’Italie qu’elle emprunta. Une nouvelle génération de peintres s’étaient rendus dans le sud de l’Europe et y avait découvert l’art révolutionnaire du Caravage. Ce dernier, de même que ses suiveurs, allait exercer sur eux une influence considérable.
Les trois principaux peintres utrechtois influencés par Le Caravage furent Hendrick Ter Brugghen (1588-1629), Gerrit Van Honthorst (1592-1656) et Dirck Van Baburen (v. 1595-1624). L’œuvre de Bloemaert fut elle aussi marquée un temps par ce courant. Jan Van Bijlert (1597/98-1671), Jan Gerritsz van Bronkhorst (v. 1603-1661) en sont d'autres représentants importants.

### Classicisme
Vers 1630, les peintres d’histoire utrechtois, comme Abraham Bloemaert, Gerrit Van Honthorst, Jan Van Bijlert et Jan Van Bronckhorst, troquèrent leur style contre une sorte académique de classisme. Également Hendrick Bloemaert (1601/02-1672), l’un des fils d’Abraham Bloemart, peut être compté au nombre des représentants de cette tendance. Les œuvres produites alors, caractérisées par leur fraîcheur et leur clarté, se rattachent à un style de cour plus international, venu de France, et qui était considéré comme adapté aux grands projets figuratifs, tels la décoration du palais Huis ten Bosch à La Haye et du Paleis op de Dam à Amsterdam. Il existe ici un parallèle net avec les peintres de Haarlem. Cependant, à Utrecht, le classicisme, à cause d’un marché pour les tableaux historiques comparativement très faible, ne connut pas une prospérité aussi grande que dans cette autre ville ; rien d’étonnant non plus dans le fait que, vers 1650, Van Bronckhorst partit s’établir à Amsterdam, où il devait recevoir d'importantes commandes.

### Genres particuliers

#### Paysage

##### Les italianisants

Jan Both, Paysage italien. – La lumière joue, dans les œuvres des italianisants, un rôle de premier plan.

Les peintures des italianisants montrent des paysages vallonnés imaginaires, baignés par une lumière claire et souvent dorée, importée d’Italie, et qui joue dans ces œuvres un rôle de premier plan. Elles sont peuplées de petits personnages qui, dans le cas de la première génération de ces artistes, participent à des scènes représentant la plupart du temps des sujets bibliques, mythologiques ou littéraires. Le peintre le plus important parmi ceux-ci fut Cornelis Van Poelenburgh (1594/1595-1667), dont la manière fut suivie par Dirck Van der Lisse (1607-1669), Abraham Van Cuylenburgh (v. 1620-1658) et Charles De Hooch (mort en 1638).
Chez certains peintres ultérieurs, dont l’exemple le plus notable est Jan Both (v. 1615-1652), on retrouve souvent de façon frappante le thème de l’artiste dessinant dans le paysage. Willem De Heusch (1625-1692) travailla dans la manière de Both.
Alors que certains artistes furent principalement intéressés par le cadre naturel du paysage, d’autres y ajoutèrent des éléments architectoniques, principalement sous la forme de ruines antiques, et accordèrent à ceux-ci une importance plus grande. C’est le cas surtout de Jan Baptist Weenix, élève de Bloemaert, qui peignit des vues portuaires italiennes imaginaires.

##### La tradition flamande
Abraham Bloemaert fut le premier peintre paysagiste utrechtois. Son art est indirectement apparenté au maniérisme du Flamand Roelandt Savery (1578-1639), peintre dont les paysages étaient remplis d’animaux et de plantes colorés. Ce dernier avait été actif à la cour de Prague avant 1618, année où il vint se fixer définitivement à Utrecht. C’est en quelque sorte dans le style de Savery que Gillis De Hondecoeter (v. 1575-1638) et son fils Gijsbert (1604-1653), qui eux aussi avaient des origines flamandes, réalisèrent leurs paysages. Également l'œuvre de Herman Saftleven II (1609-1685) se rattache au même courant.
La marine trouva un représentant en la personne d’Adam Willaerts (1577-1664), qui lui aussi travailla dans la tradition flamande.
Quoi qu’il en soit, ce n’est pas à Utrecht que l’art du paysage typiquement hollandais connut la prospérité.

#### Nature morte

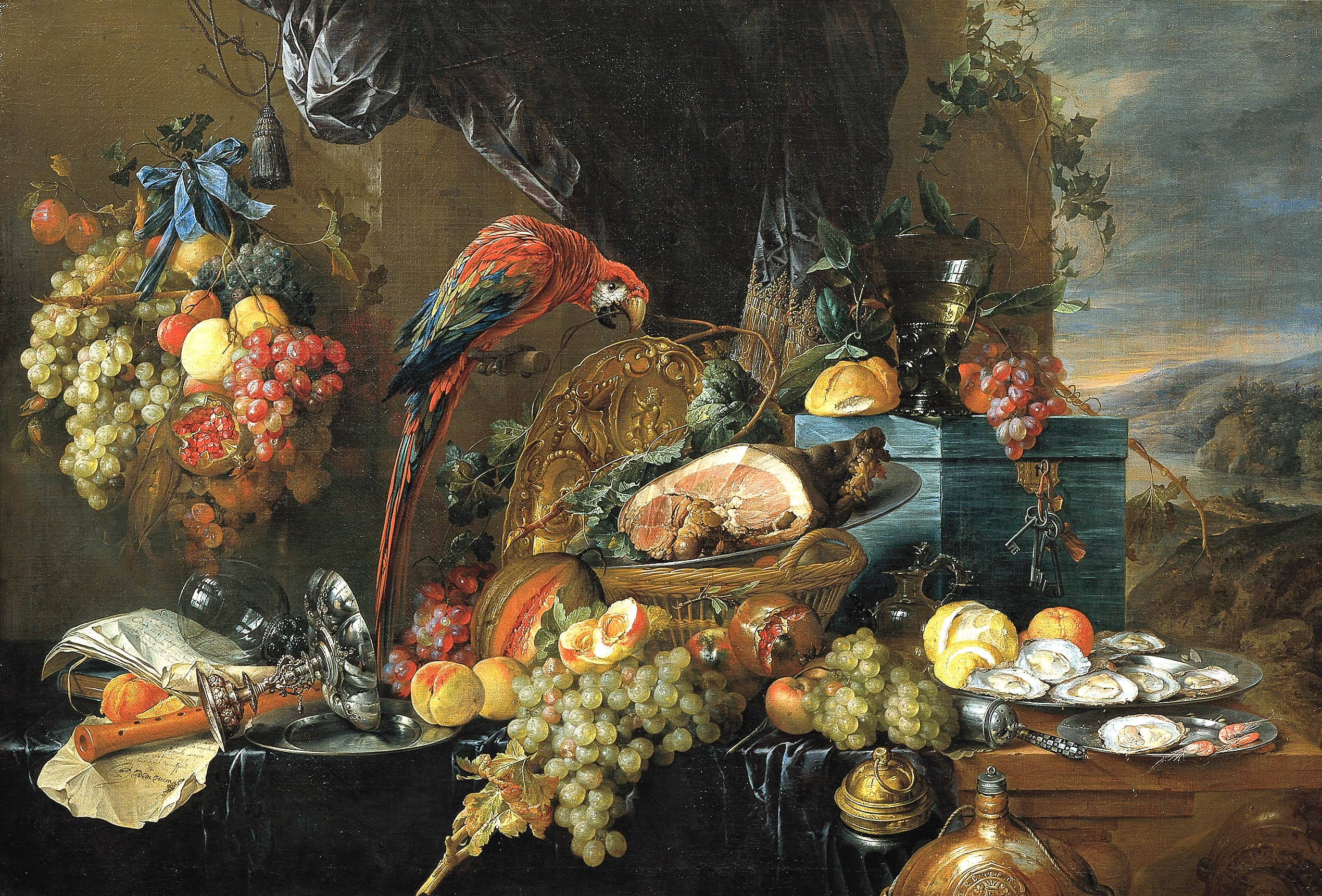
Jan Davidsz. De Heem, Une table richement dressée, avec des perroquets, v.1650 (John and Mable Ringling Museum of Art, Sarasota - Floride).

À Utrecht, quelques peintres excellèrent dans la nature morte de fleurs. Roelant Savery est l’un de ceux-ci, mais on peut également citer les noms de ses amis Ambrosius Bosschaert (l'Ancien) (1573-1621) et Balthasar Van der Ast (1593/94-1657), qui l’un comme l’autre furent actifs durant quelques années dans la Domstad. Les fils d’Ambrosius Bosschaert, Ambrosius, dit le Jeune, et Johannes, travaillèrent dans le style de leur père. Jan Davidsz. De Heem (1606-1683/84), élève de Van der Ast, naquit à Utrecht, mais travailla principalement à Anvers. Avec Jacob Marrell (1614-1681), peintre de nature morte originaire de Francfort et Abraham Mignon (1640-1679), De Heem peignit cependant dans un atelier à Utrecht, de 1669 jusqu’en 1672, année où débuta la Guerre de Hollande et qui fut marquée par l’invasion française.
La nature morte de chasse eut ses représentants en Jan Baptist Weenix, mais surtout son fils Jan Weenix et son neveu Melchior d'Hondecoeter, lequel peignit principalement des oiseaux. Le séjour de ces deux derniers à Utrecht fut néanmoins de courte durée.
Dans le même genre, la nature morte de poisson constitue une spécialité utrechtoise intéressante. Elle fut pratiquée par Jan De Bont (mort en 1653) et, plus tard, par Jacob Gillig (v. 1636-1701).

#### Peinture de genre
La peinture de genre fut représentée surtout par les artistes caravagesques (voir plus haut). Fait notable : tandis que la représentation de petits intérieurs était extrêmement en vogue dans la plupart des villes hollandaises, il n’en fut produit qu’un petit nombre à Utrecht. Ce phénomène peut sans doute s'expliquer du fait que le genre n’atteignit sa pleine croissance qu’après 1650, au moment où la floraison de l’art pictural avait cessé depuis longtemps déjà dans la ville. Joost Cornelisz Droochsloot (après 1585-1666), Andries Both (1612/13-1641) et Herman Saftleven, déjà cité, exécutèrent surtout de petites scènes villageoises avec des paysans. L’élève de Droochsloot, Jacob Duck (v. 1598-1667) réalisa quant à lui des scènes avec des soldats, tandis que Nicolaus Knüpfer (v. 1609-1655) réduisait au format du tableau de genre le tableau historique.

#### Peinture d'architecture: Saenredam et Utrecht
Pour terminer, on se doit de mentionner le séjour, en 1636, du peintre d’architecture Pieter Saenredam (1597-1665) : quoique ce peintre de Haarlem ne passa que quelques mois à Utrecht, les églises de la ville constituèrent pour lui un sujet privilégié, et ce tout au long de sa carrière.